# Heilklimapark Hochtaunus
Koordinaten: 50° 13′ 30″ N, 8° 30′ 30″ O
Der Heilklimapark Hochtaunus ist der erste Heilklimapark Deutschlands. Er befindet sich im Taunus von Hochtaunus und Vordertaunus, im Gebiet des Großen Feldbergs zwischen den Gemeinden Oberursel, Königstein und Schmitten im Taunus.

## Grundgedanke
Dass das lokale Klima mancherorten zur Linderung und Heilung von Leiden geeignet ist, ist eine alte Erkenntnis (siehe Bioklima). Eine Reihe von Orten kann daher mit dem Prädikat Heilklimatischer Kurort für sich werben. Das staatlich anerkannte Gütesiegel erhält nur, wer die therapeutische Wirksamkeit des Klimas und eine dauerhaft hohe Luftqualität wissenschaftlich nachweisen kann. Die Klimawerte werden regelmäßig überprüft.

## Heilklimapark Hochtaunus
Die Abteilung Medizin-Meteorologie des Deutschen Wetterdienstes schuf im Jahre 2003 die Grundlagen für den Heilklimapark Hochtaunus, indem sie die Klimawerte des künftigen Parks erhob. 
An den 12 Einstiegsportalen wurden Hinweistafeln und Übersichtspläne angebracht, die alle wichtigen Informationen enthalten.
18 Wege führen durch lichte und dichte Wälder, mit Höhenunterschieden von 315 bis 881,5 Meter. Alle Wege sind vermessen und leistungsphysiologisch berechnet. Gäste können sich auch die Betreuung durch einen Klimatherapeuten zunutze machen.
Das Projekt ist in diesem Umfang bislang einmalig in Deutschland. Die Eröffnung war im Jahr 2005.

## Klima im Heilklimapark Hochtaunus
Das Klima wird als reizarmes Mittelgebirgsklima beschrieben. Höhenreiz und Strahlungsfaktoren sind im Mittelgebirgsklima gegenüber dem Hochgebirgsklima deutlich abgeschwächt. Therapeutisch von Bedeutung sind vor allem die Schonfaktoren des Waldklimas (geringe Temperaturgegensätze, Windschutz etc.). Tage mit Wärmebelastung kommen nur selten vor. Wegen der geringen Reizintensität eignet sich das Mittelgebirgsklima auch für Personen mit verminderter Belastbarkeit.